# Wioska (województwo kujawsko-pomorskie)
Wioska – wieś w Polsce położona w województwie kujawsko-pomorskim, w powiecie lipnowskim, w gminie Skępe.

## Podział administracyjny
W latach 1975–1998 miejscowość należała administracyjnie do województwa włocławskiego.

## Demografia
Według Narodowego Spisu Powszechnego (III 2011 r.) wieś liczyła 433 mieszkańców. Jest czwartą co do wielkości miejscowością gminy Skępe.

## Zabytki
Według rejestru zabytków NID na listę zabytków wpisany jest zespół dworski i folwarczny, z XIX w. i początku XX w., nr rej.: A/1387/1-12 z 3.12.1996
- dwór (zachowany częściowo)
- park, 1. połowa XIX w.
- dom ogrodnika z magazynem
- folwark
  - obora
  - stajnia
  - gorzelnia, 1887 r.
  - rządcówka
  - spirytusownia, 1887 r.
  - chlewnia
  - 2 domy mieszkalne
  - ogrodzenie